# Elettrodo a goccia pendente di mercurio

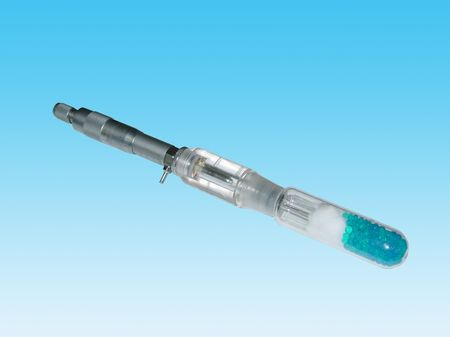
Elettrodo a goccia pendente di mercurio

L'elettrodo a goccia pendente di mercurio, o HMDE, dall'inglese Hanging Mercury Drop Electrode, è un elettrodo di lavoro caratterizzato dal fatto di utilizzare una goccia di mercurio con superficie di dimensioni costanti. Come altri elettrodi di lavoro, viene utilizzato per studi elettrochimici in sistemi a tre elettrodi.
L'HMDE non va confuso con l'elettrodo a goccia di mercurio, o DME (dall'inglese Dropping Mercury Electrode). Nel HMDE alla fine del capillare viene prodotta una goccia parziale di mercurio, controllandone geometria e area superficiale, e la stessa goccia di mercurio viene utilizzata durante tutta la misura. Nel DME invece il mercurio gocciola continuamente durante la misura. Le misure con l'HMDE hanno il vantaggio che l'area superficiale di lavoro rimane costante durante una misura, ma rispetto al DME hanno maggior probabilità di soffrire di fenomeni di adsorbimento. Tuttavia, a differenza degli elettrodi solidi che devono spesso essere puliti e lucidati tra due misure successive, con l'HMDE basta lasciar cadere la goccia contaminata e formarne una nuova per procedere alla misura successiva.